# Coniopholis fraterna
Coniopholis fraterna är en skalbaggsart som beskrevs av Hermann Julius Kolbe 1894. Coniopholis fraterna ingår i släktet Coniopholis och familjen Melolonthidae. Inga underarter finns listade i Catalogue of Life.